# Lagunas y pastizales salinos de Villafáfila
Lagunas y pastizales salinos de Villafáfila este o arie protejată (arie specială de conservare — SAC, sit de importanță comunitară — SCI) din Spania întinsă pe o suprafață de 4.207,9 ha, integral pe uscat.

## Localizare
Centrul sitului Lagunas y pastizales salinos de Villafáfila este situat la coordonatele 41°50′14″N 5°35′34″W / 41.8373°N 5.5927°V.

## Înființare
Situl Lagunas y pastizales salinos de Villafáfila a fost declarat sit de importanță comunitară în ianuarie 1998 pentru a proteja 1 specie de plante și 3 specii de animale. Situl a fost protejat și ca arie specială de conservare în septembrie 2015.

## Biodiversitate
Situată în ecoregiunea mediteraneană, aria protejată conține 8 habitate naturale: Lacuri eutrofice naturale cu vegetație de tip Magnopotamion sau Hydrocharition, Iazuri temporare mediteraneene, Ape puternic oligomezotrofe cu vegetație bentonică cu Chara spp., Pseudostepă cu ierburi și specii anuale de Thero-Brachypodietea, Tufărișuri halofile mediteraneene și termo-atlantice (Sarcocornetea fruticosi), Pajiști umede mediteraneene cu ierburi înalte de Molinio-Holoschoenion, Salicornia și alte specii anuale care populează regiunile mlăștinoase și nisipoase, Pășuni mediteraneene udate de apa mării (Juncetalia maritimi).
La baza desemnării sitului se află mai multe specii protejate:
- plante (1): Marsilea strigosa
- amfibieni (1): Discoglossus galganoi
- nevertebrate (1): Coenagrion mercuriale
- pești (1): Achondrostoma arcasii

Pe lângă speciile protejate, pe teritoriul sitului au mai fost identificate 10 specii de plante, 5 specii de amfibieni, 5 specii de mamifere, 1 specie de nevertebrate.